# Daði og Gagnamagnið
Daði og Gagnamagnið ist eine isländische Synthiepop-Band unter der Leitung von Daði Freyr Pétursson. Gagnamagnið ist der isländische Begriff für „Datenmenge“. Die Band tritt üblicherweise in türkiser Kleidung auf, die mit Porträts von sich in Pixel-Art-Optik bedruckt ist.

## Geschichte
Die Band nahm 2017 mit dem Lied Hvað með það? am Halbfinale des Musikwettbewerbs Söngvakeppnin 2017, dem isländischen Vorentscheid zum Eurovision Song Contest 2017, teil und qualifizierte sich für das Söngvakeppnin-Finale. Mit Hinblick auf den Eurovision Song Contest wurde das Lied dann im Söngvakeppnin-Finale auf Englisch mit dem Titel Is this Love? vorgetragen und landete auf dem zweiten Platz.
Als Daði das Lied Hvað með það? beim Musikwettbewerb Söngvakeppnin 2017 eingereicht hat, hatte er nach eigener Aussage ursprünglich gar nicht vor, das Lied selber zu singen. Als der ausrichtende Fernsehsender RÚV jedoch nahelegt, dass Daði das Lied selber vorträgt, kontaktierte Daði seinen Freund Jóhann (genannt Jói), den er seit der 9. Klasse kennt und mit dem er bereits in der Schülerband Sendibíll („Lieferwagen“) war und dessen Aufgabe dort lediglich darin bestand, mit den Hüften zu wackeln, weil Jóhann selber kein Musikinstrument spielen kann. Da beim Eurovision Song Contest während des Vortrags bis zu sechs Personen auf der Bühne stehen dürfen, haben Daði und Jói daher entschieden, diese Anzahl voll auszureizen, anstatt nur Daði allein auftreten zu lassen. Daði sagte, dass sie Árný (Daðis damalige Lebensgefährtin und jetzige Ehefrau) ausgewählt haben, weil sie die Lieblings-Person von Daði sei, Stefán (genannt Stebbi), weil er der lustigste Typ sei, den sie kennen, Hulda weil sie die beste Sängerin sei, die sie kennen, und Sigrún (Daðis Schwester), weil sie ebenfalls die beste Sängerin sei, die Daði kennt.
Im Jahr 2020 nahm die Band nach Aufforderung durch den ausrichtenden Fernsehsender RÚV erneut am isländischen Vorentscheid zum Eurovision Song Contest teil. Im Halbfinale des Gesangswettbewerbs Söngvakeppnin 2020 trat die Band mit dem Lied Gagnamagnið an und qualifizierte sich für das Finale. Der isländische Text des Liedes handelt von einer fiktiven Band mit dem Namen „Gagnamagnið“, die aus dem Weltraum und der Zukunft kommt und die Welt mit ihren Tanzschritten rettet. Im Finale wurde das Lied auf Englisch mit dem Titel Think About Things vorgetragen, landete auf dem ersten Platz und qualifizierte sich damit für den Eurovision Song Contest 2020. Der isländische Beitrag galt als einer der großen Favoriten, doch wegen der COVID-19-Pandemie wurde der ESC 2020 abgesagt.
Für den Eurovision Song Contest 2021 entschied der Fernsehsender RÚV, dass Daði og Gagnamagnið ohne Vorentscheid erneut antreten sollen. Die Band war mit dem Lied 10 Years erfolgreich im Halbfinale und tritt damit im Finale an. Das Musikvideo zu dem Lied handelt davon, wie die Band Daði og Gagnamagnið mit ihren Tanzschritten die Welt vor einem Monster rettet, das aus dem Eyjafjallajökull gekommen ist. Durch einen Corona-Fall im Team konnte die Band auch 2021 nicht live auftreten, was sie aber nicht daran hinderte den vierten Platz zu holen. Ein zweites Bandmitglied wurde später bei der Rückkehr nach Island positiv auf Covid-19 getestet.

## Trivia

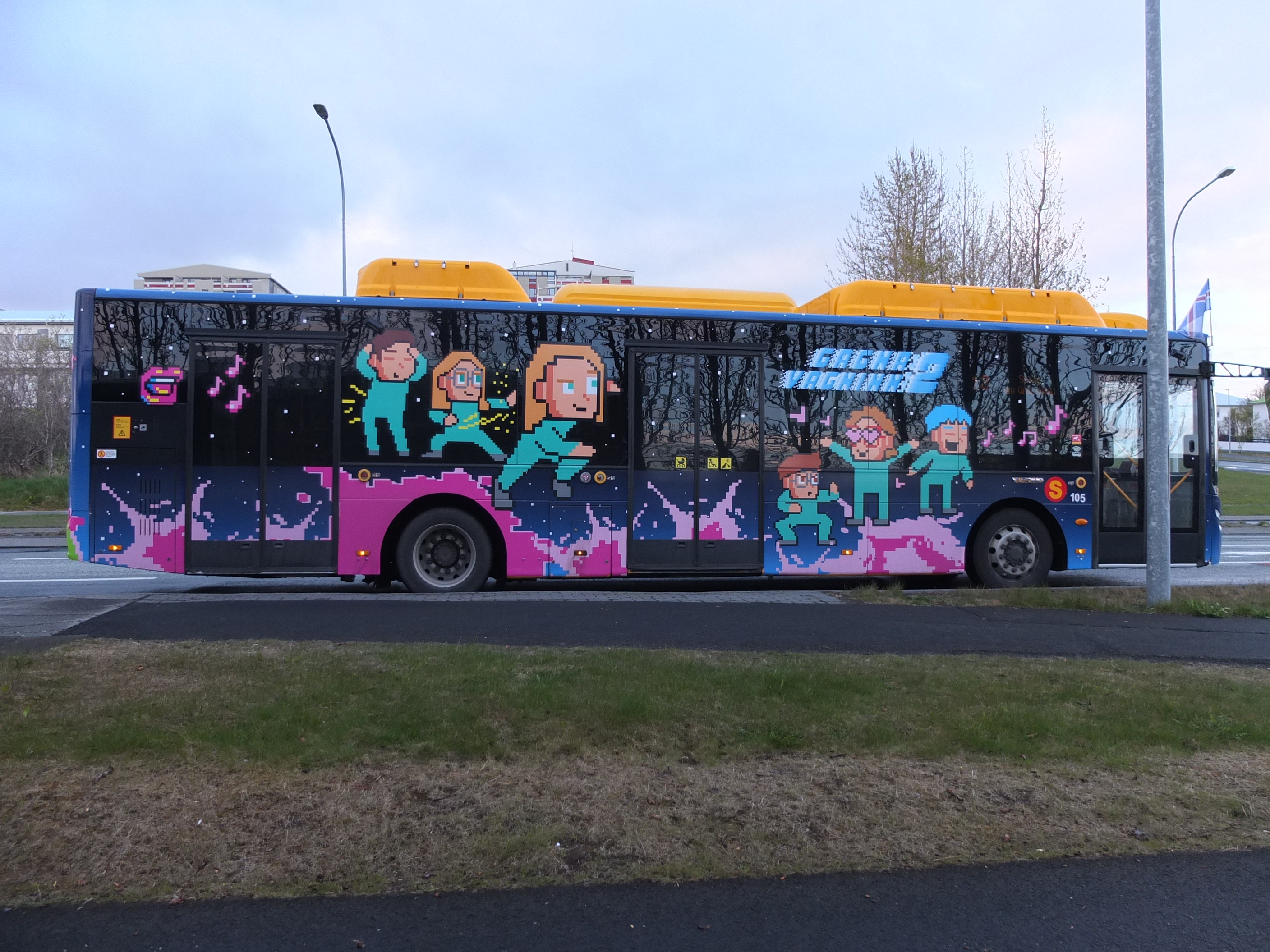
Strætó-Bus „Gagnavagninn“ mit Motiven aus dem Spiel Think About Aliens von Daði og Gagnamagnið und Beflaggung anlässlich der Teilnahme am Eurovision Song Contest 2021

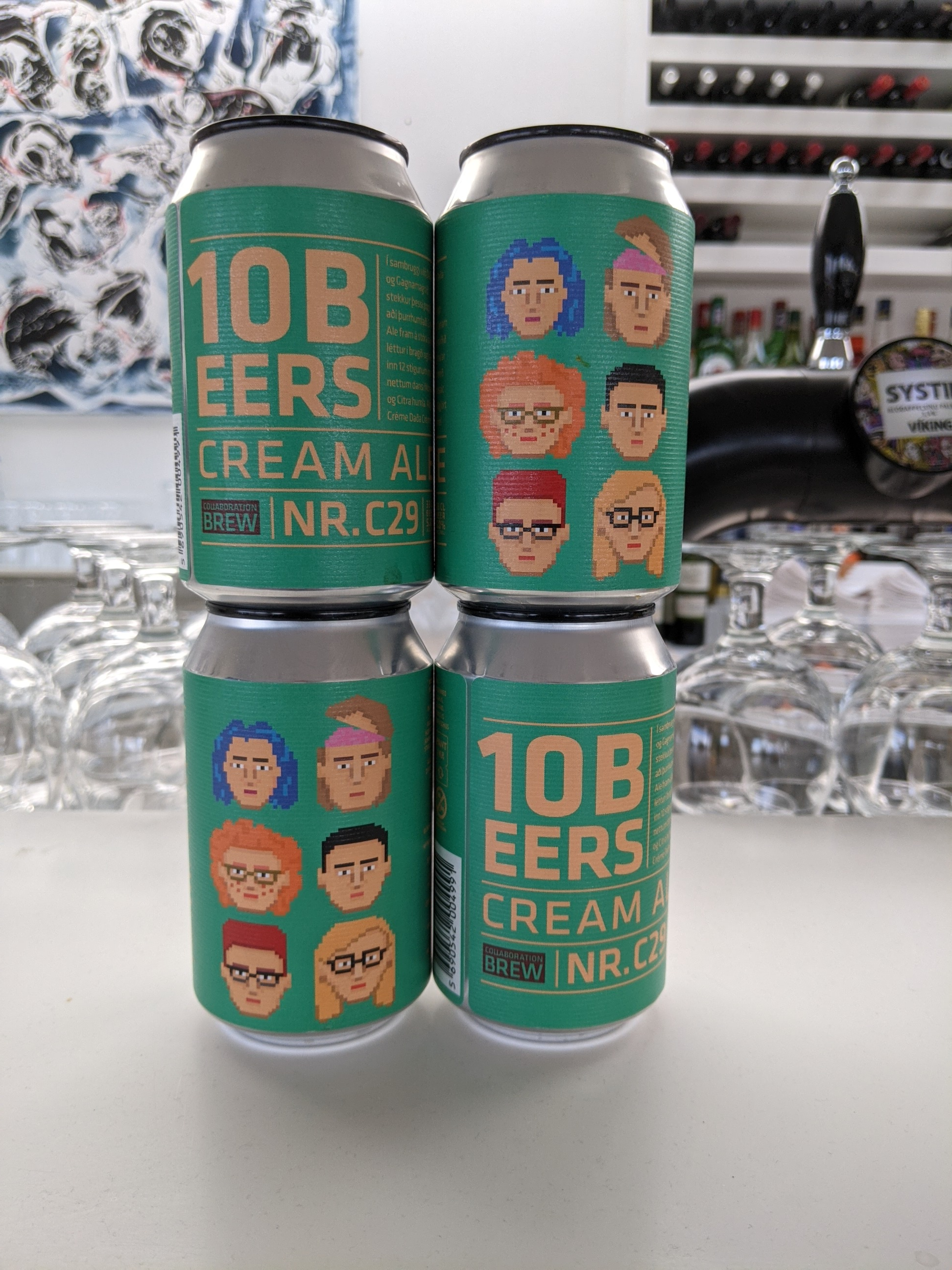
Bierdosen mit Motiven der Gesichter der Mitglieder der Band Daði og Gagnamagnið

- Das ÖPNV-Unternehmen Strætó betreibt in der Hauptstadtregion Islands zwei Busse, die in der typischen Optik der Band Daði og Gagnamagnið beklebt sind.[19][20] Diese Busse werden als Gagnavagninn bezeichnet, was „Datenwagen“ bedeutet. Die Haltestellenansagen in diesen Bussen werden von Daði Freyr gesprochen.[19]
- Daði og Gagnamagnið haben mehrere mobile Apps veröffentlicht: 2021 das Side-Scroller-Jump-’n’-Run-Spiel Think About Aliens[21] und die Karaoke-App Dadi Karaoke[22], sowie 2017 Neon Planets Ft. Dadi Freyr.[23]
- Anlässlich der Teilnahme am Eurovision Song Contest 2021 mit den Lied 10 Years wurde in Island in Zusammenarbeit mit einer Brauerei das Bier 10 Beers auf den Markt gebracht.[24][25]
- Bei der Verkündung der Ergebnisse des Halbfinales im Eurovision Song Contest 2021 zeigte Hulda eine Pan-Fahne.[26]

## Diskografie

### Lieder
- 2017: Hvað með það? / Is this Love?
- 2020: Gagnamagnið / Think About Things
- 2021: 10 Years